# Buller

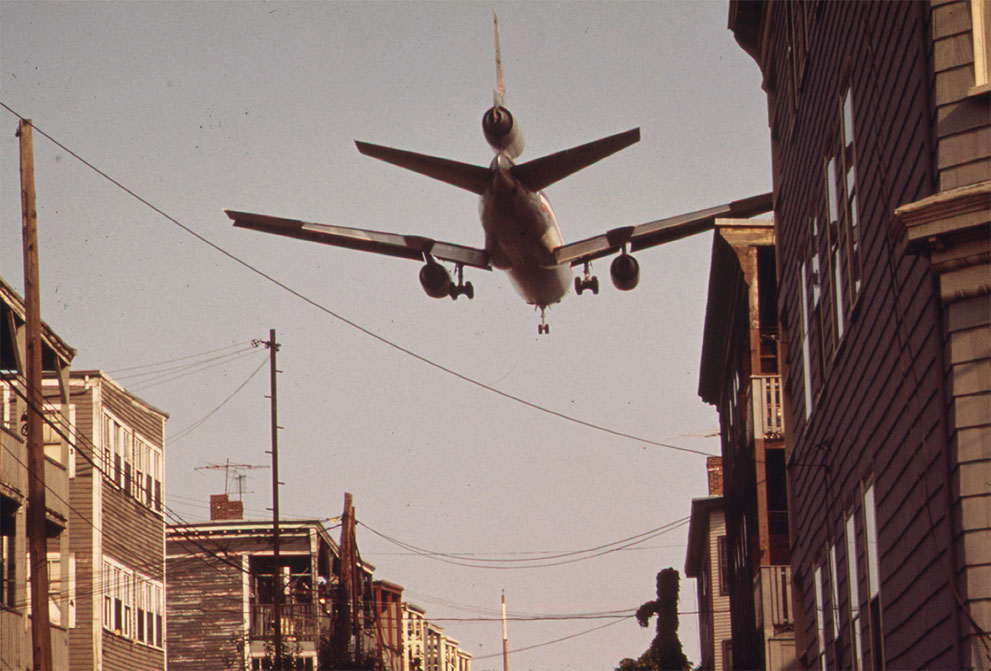
Ett flygplan på väg in mot Logan International Airport passerar över hus i östra Boston, 1973.

Buller är oönskat ljud. Långvarig exponering för buller kan i första hand orsaka hörsel- och röstproblem men kan också leda till andra skador, såsom förhöjt blodtryck, minskad slagvolym, ökad muskelspänning, stress och utsöndring av stresshormoner, minskad blodcirkulation i fingrarna och störd nattsömn. Hur bullerutsläppen skall minskas, utan att industrin skall drabbas för hårt, är ett stort problem inom miljövården idag.

## Gränsvärden i Sverige
Arbetsmiljöverket har satt 80 dB(A) som ett insatsvärde avseende maximal ljudexponering under åtta timmar. På arbetsplatser där det finns behov av att kunna föra samtal obesvärat ska bakgrundsbullernivån inte överstiga 40 dB (AFS 1992:10 sid 14).
När det gäller buller från omgivningen utgör biltrafiken den största bullerkällan, följt av buller från järnvägstrafik och flygbuller. Ca två miljoner svenskar störs eller irriteras av trafikbuller. Riktvärden för ljudnivåer inomhus på grund av trafikbuller anges i BBR 99. Högsta tillåtna värden inomhus från trafikbuller enligt BBR: Bostadsrum A-vägd ljudtrycksnivå 30 dB(A), Maximal A-vägd ljudtrycksnivå 45 dB(A), Kök A-vägd ljudtrycksnivå 35 dB(A).
Enligt 12 kap. 25 § jordabalken ska hyresgäst "se till att de som bor i omgivningen inte utsätts för störningar som i sådan grad kan vara skadliga för hälsan eller annars försämra deras bostadsmiljö att de inte skäligen bör tålas". Hyresrätten är enligt 12 kap. 42 § jordabalken förverkad om 25 § inte följs. Detta omfattar både musik och oväsen skapat med rösten eller springande i trappor etc., men exakt gränsvärde i dB anges inte.
Enligt Folkhälsomyndighetens föreskrift FoHMFS 2014:13 "Folkhälsomyndighetens allmänna råd om buller inomhus" innebär ljud om 45 dB maximalt eller 30 dB ekvivalent som tränger in i bostaden en olägenhet enligt 9 kap. 3 § Miljöbalken.

## Bullerskador
Exponering av buller kan ge hörselnedsättning/hörselskador (NIHL - Noise Induced Hearing Loss) inom hela det hörbara frekvensområdet, det vill säga från ca 20 Hz upp till ca 20 kHz. Typen av hörselnedsättning är i hög grad korrelerad med den typ av buller man utsatts för. Många musiker utsätts för alltför hög ljudnivå vid konserter, och hörselskador såsom tinnitus är vanliga (ca 75 %), redan i unga år.

## Bullerreducering
För att minska bullerexponeringen kan man använda olika bullerreducerande åtgärder. Dessa kan ske vid ljudkällan, längs transmissionsvägen och vid mottagaren. Det första alternativet är att föredra. Det andra alternativet kan ske med hjälp av ljudisolerande och ljudabsorberande åtgärder, till exempel bullerplank. En sofistikerad lösning är att med aktiv bullerutsläckning (ABVR) skapa inverterat buller, för utjämning, vilket använts bland annat i fordon och i vissa ljuddämpande hörlurar.
I ett fall i Jönköping uppfördes ett bullerplank längs med en motorväg och reducerade den uppmätta ljudnivån med 7 dB. Dock upplevde de boende detta som en försämring och akustikkonsulten Kjell Spång gav två möjliga anledningar till detta:
1. | ” | Frekvensinnehållet förändrades så att andelen lågfrekventa ljud (som inte viktas lika mycket enligt dB-begreppet) ökade i ljudbilden. | „ |
2. | ” | De boendes inställning till skärmen. Det upplevs som tryggare att gå på en trottoar intill en trafikerad väg än att gå bakom ett "plank". | „ |

I Sverige var Stig Ingemansson en akustiker som inriktade sig på att bekämpa buller och att skapa bra ljudmiljöer, i och med skapandet en av de första akustikfirmorna i landet. Andra var Akustikkonsult AB, Stellan Dahlstedt som arbetade med rumsakustik redan på 30-talet för AGA när ljudfilmen infördes och sedermera för Svensk Filmindustri. Han anses vara den första och främsta rumsakustikern i Sverige. Akustikbyrån AB, Göran Gadefeldt, var också en tidig akustikkonsult med inriktning på marinakustik och strukturdynamik. Gadefeldt blev första professor på institutionen för ljud och vibrationer som instiftades på KTH efter donationer av Atlas Copco 1976. Institutionen heter idag MWL. Ytterligare en tidig akustiker som betytt mycket för ämnets utveckling i Sverige var Ove Brandt. Han förestod institutionen i akustik på KTH(A) och skrev en bok som är klassisk i ämnet byggnadsakustik.

## Buller och arbetsmiljö

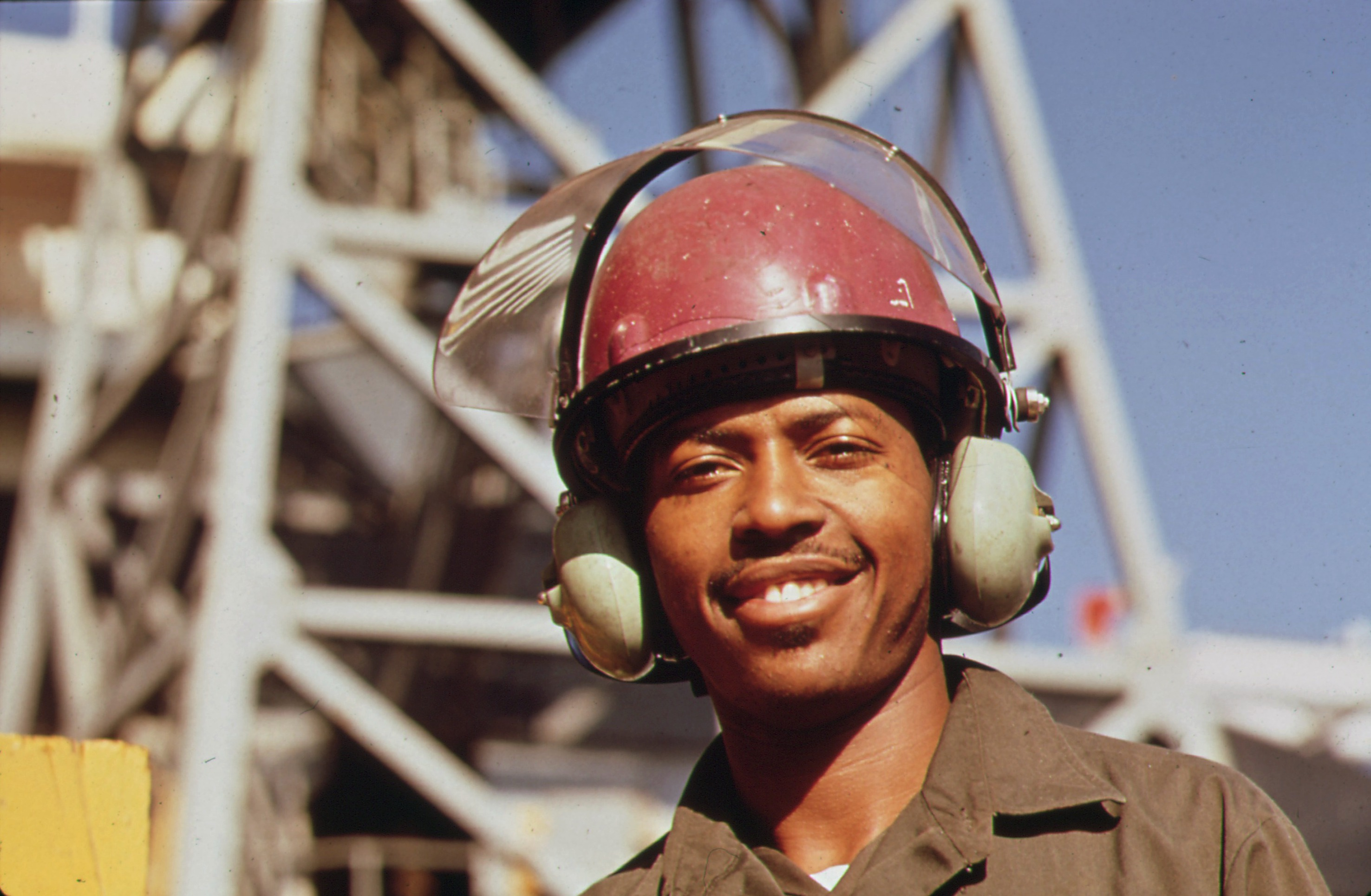
Varvsarbetare med hörselskydd.

Buller är ett arbetsmiljöproblem på många arbetsplatser – inom industrin, lantbruket, på kontor, restauranger, barer, konserthus, motionslokaler, i förskola och skola. Oavsett typen av arbetsplats är det viktigt att man hela tiden arbetar för att riskerna med buller i arbetsmiljön ska minska eller helst försvinna. Det som är ljud för någon kan vara oljud och buller för någon annan. Buller ska i möjligaste mån tas bort. Hörselskydd är en nödlösning, det vill säga något att ta till i sista hand, när alla andra vägar att minska bullret har prövats.
Buller kan vara tröttande, stressande och påverka prestationsförmågan. Bullret kan också göra det svårt att samtala och öka risken för olyckor för att vi inte hör viktiga ljud. Dessutom kan det ge röstproblem om man ofta behöver höja rösten. Där säkerheten så kräver, behöver extra, multimodalt signalsystem användas för att buller inte ska orsaka att man missar något viktigt, exempelvis med lampa, vibration eller information på bildskärm.
Hårcellerna i innerörat kan skadas av starka ljud. Ju starkare ljudet är, desto kortare tid behövs för att en hörselskada eller hörselnedsättning ska uppstå. Ett kraftigt ljud kan till en början ge lock för örat, nedsatt hörsel och susningar eller ringningar i öronen (tinnitus). Hörseln återhämtar sig oftast efter en tid, men om man utsätts för starka ljud på nytt kan det hända att örat inte återhämtar sig. Då finns det risk för en obotlig hörselnedsättning och tinnitus.
Arbetstagare som utsätts för skadliga ljudnivåer i arbetet ska erbjudas hörselundersökningar med lämpliga intervall.
Det finns många sätt att minska bullret. Möbeltassar på bord och stolar är en billig och effektiv åtgärd. Med en ljudnivåvakt, en öronformad apparat som med färgade lysdioder visar ljudnivån, kan till exempel barn i förskolan själva se hur deras röster påverkar ljudet i rummet. Genom pedagogiska åtgärder kan buller i skolmiljön reduceras, om incitament för höjd röst minskar.
Det är vanligt att ljudet i en arbetslokal domineras av ett fåtal starkt bullrande maskiner. Att minska bullret just där kan därför ge god effekt. Det kan också vara effektivt att sätta ljuddämpare på särskilt bullriga handdrivna verktyg, och till exempel att välja tysta slipskivor på slipar. För att minska ljudet och dämpa ekon i till exempel industrilokaler är ljudabsorbenter ofta effektiva.